# 村島定行
村島 定行（むらしま さだゆき、1942年5月 - ）は、日本の計算機科学者。ラプラス場などの解析に必要な代用電荷法を完成させた。日本語の研究も行っており、表意文字と表音文字を使う世界で唯一の言語である日本語は最も機能豊かな言語であり、カタカナ語の氾濫は日本語の文化的特徴を失わせると述べている。また経済問題についても、日本がバブル崩壊後に陥ったデフレ不況は国債の日銀引き受けによる大規模な財政出動で克服しなければならないと主張していた。アベノミクスで毎年80兆円を刷って国債を買っているがデフレ脱却に効いていない。80兆円を有効に生かすためには基礎給付として平等に国民に配布する（月額５万円になる）必要がある。これを実施すると景気が盛り上がりデフレ脱却が実現し成長路線へ復帰でき、１ドル＝80円付近の円高になると予想している。2023年、瑞宝中綬章受章。
新しい歴史教科書をつくる会（つくる会）の会員で、同会の鹿児島県支部長を務めていた1999年12月には、県立高校の修学旅行先から南京大虐殺紀念館などを除外するよう求める陳情を鹿児島県議会に対しておこなった。2002年7月、県議会は陳情を賛成多数で採択した。
令和元年（2019年）に、公益財団法人アパ日本再興財団主催 第１２回「真の近現代史観」懸賞論文部門において、最優秀 藤 誠志賞を受賞。
- 論文名「平成日本は精神的に独立していなかったために没落した」[4]

日本会議鹿児島で会長も務めている。

## 経歴
- 1965年 九州工業大学卒業。
- 1992年 鹿児島大学工学部情報工学科教授。

## 研究
- 代用電荷法の誤差論、リーマン面上のグリーン関数の重ね合わせ法、弾性論への応用。
- 離散ボロノイ図の研究。

## 著書
- 『日本の未来を拓く学問のすすめ』 牧歌舎 2007年
- 『代用電荷法とその応用』 森北出版 POD版 2008年
- 『歳出削減と増税は国を滅ぼす』 風詠社 2008年
- 『漢字かな混じり文の精神』 風詠社 2009年
- 『平成国富論』 風詠社 2012年
- 『平成日本はなぜ没落したか』POD 版2019年
- 『反日財務省を狙撃せよ』財務省は財政再建の堅持で安倍首相のデフレ脱却を妨害した POD 版2023年